# Лаврентьевский сборник

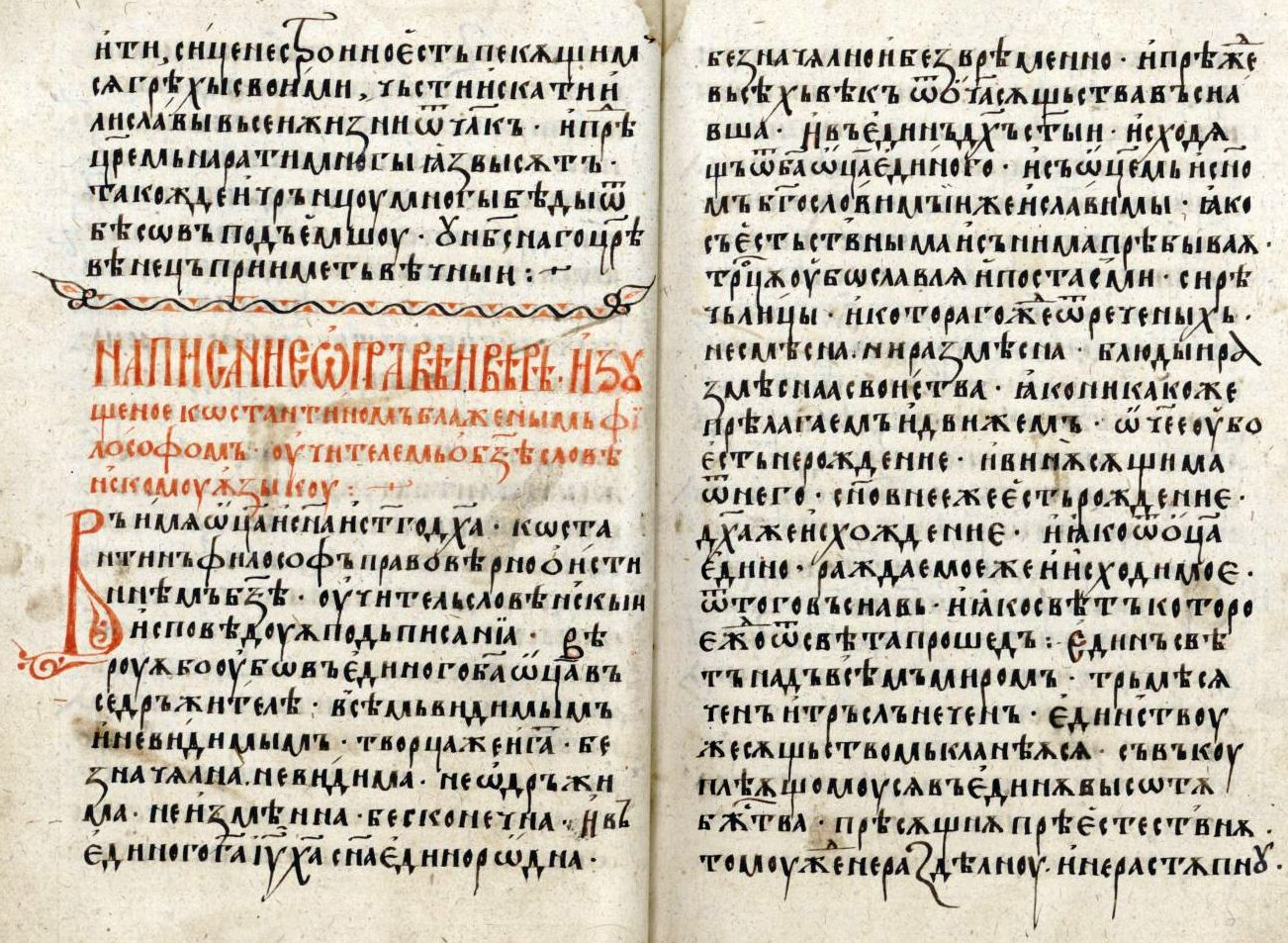
Лаврентьевский сборник

Лаврентьевский сборник (также Сборник Иоанна-Александра, Синодальный сборник) — среднеболгарская рукопись, хранящаяся в Российской национальной библиотеке (шифр F.I.376). В длинном примечании в конце говорится, что её переписал в 1348 году «многогрешный инок Лаврентий» для «благоверного и христолюбивого, превысокого и самодержавного царя болгар и греков Ивана Александра».
Сборник состоит из 219 страниц и хранился в Тырново до 1393 года. После попадания города под османское владычество сборник был перевезён в Валахию или Молдавию, а затем на гору Афон. Там, в монастыре святого Павла, он хранился до 1655 года, когда русский монах Арсений Суханов перевёз его в Россию, и затем он попал в Синодальную библиотеку в Санкт-Петербурге. Сборник сменил несколько владельцев и в 1863 году оказался в Публичной библиотеке Санкт-Петербурга (ныне это Российская национальная библиотека) под шифром F.I.376.
Рукопись содержит тексты разнородного содержания и, вероятно, предназначалась для домашнего чтения королевской семьей. Некоторые из них являются переводами с греческого: биография Иоанна Милостивого, патетические повествования из жизни египетских и палестинских монахов («О восьми духовных пороках» Нила Философа), «Вопросы и ответы князю Антиоху» Афанасия Александрийского, Сказание о Вселенских Соборах и др. Другие — оригинальные староболгарские произведения: «Написание о правой вере» святого Кирилла, «Церковное сказание» Константина Преславского, старейшая из известных копий черноризца Храбра «О письменах». Язык рукописи среднеболгарский, но также несёт в себе следы новой лексики. Судя по почерку, иеромонах Лаврентий участвовал в копировании ещё пяти книг, сохранившихся до настоящего времени.
К. Куев первым изучил и издал сборник под названием «Сборник Ивана Александра 1348 г.».

## Издания
- Куев, К. Иван-Александровият сборник от 1348 г. С., 1981.
- Zashev, E. Lavrentiy’s Miscellany/Tsar Ivan Alexandăr’s Miscellany of 1348: Phototype Edition. Sofia, 2015.

## Исследования
- Zashev, E. Scriptor Lavrentiy and His Miscellany of 1348. — Papers of BAS: Humanities and Social Sciences, 2, 2015, № 1 — 2, 43 — 61.